# Lago de Bracciano
O Lago de Bracciano (em italiano: Lago di Bracciano), chamado nos tempos romanos de Lacus Sabatinus, é um lago localizado no centro da Itália na região do Lácio no norte da província de Roma. Estende-se por uma área de cerca de 57,5 km² e sua altitude é de cerca de 164 metros sobre o nível do mar. A profundidade máxima do lago é 160 metros.